# Mîhailivka, Velîka Bahacika
Mîhailivka (în ucraineană Михайлівка) este localitatea de reședință a comunei Mîhailivka din raionul Velîka Bahacika, regiunea Poltava, Ucraina.

## Demografie
Componența lingvistică a localității Mîhailivka
     Ucraineană (96,64%)
     Rusă (3,2%)
Conform recensământului din 2001, majoritatea populației localității Mîhailivka era vorbitoare de ucraineană (96,64%), existând în minoritate și vorbitori de rusă (3,2%).